# استووکس (کارولینای شمالی)
استووکس (به انگلیسی: Stokes) شهری در ایالت کارولینای شمالی کشور ایالات متحده آمریکا است که جمعیت آن در سرشماری سال ۲۰۱۰ میلادی، ۳۷۶ نفر بوده‌است.